# Paulo Kassoma
António Paulo Kassoma, född 6 juni 1951 i Luanda, är en angolansk politiker. Han var Angolas premiärminister från 2008 till 2010, då premiärminister ämbetet avskaffades.[källa behövs] Han har varit ordförande för Angolas parliament sedan 2010.[källa behövs]